# Maui County
Maui County ist ein County im Bundesstaat Hawaii der Vereinigten Staaten von Amerika.
Es umfasst die Inseln Maui, Kahoʻolawe, Lanai und den größten Teil von Molokaʻi (außer Kalawao).
Die Einwohnerzahl betrug im Jahr 2020 164.754. Die Fläche von Maui County beträgt 6213 Quadratkilometer, wovon ein wenig mehr als die Hälfte (51,67 %) auf Wasser entfällt.
Der Verwaltungssitz ist Wailuku.
Das County wird vom Office of Management and Budget zu statistischen Zwecken als Kahului–Wailuku, HI Metropolitan Statistical Area geführt.
Im County liegen 5 National Historic Landmarks. 62 weitere Bauwerke und Stätten sind im National Register of Historic Places eingetragen.

## Städtepartnerschaften
- Arequipa, Peru
- Manila, Philippinen